# Bistum Hildesheim
Das Bistum Hildesheim (lateinisch Dioecesis Hildesiensis ‚Hildesheimer Diözese‘) ist eine römisch-katholische Diözese in Norddeutschland. Sie gehörte von ihrer Gründung im Jahr 815 bis 1805 zur Kirchenprovinz Mainz und war danach exemt. 1824 wurde das Bistum erheblich erweitert und kam 1930 zur damals geschaffenen Mitteldeutschen Kirchenprovinz. Seit 1995 ist das Bistum Hildesheim Teil der neu errichteten Norddeutschen Kirchenprovinz. Sitz des Bischofs ist der Hildesheimer Dom in Hildesheim.

## Geografie
Das Gebiet des Bistums entspricht dem östlich der Weser gelegenen Anteil Niedersachsens und Teilen des Landes Bremen, nämlich Bremen-Nord; also die Anteile der Stadt Bremen nördlich der Lesum, und Bremerhaven. Es ist eines der flächengrößten Bistümer Deutschlands, umfasst jedoch fast ausschließlich Regionen, in denen die Katholiken eine Minderheit bilden und damit in der Diaspora leben. Nur das im Süden des Bistums gelegene Dekanat Untereichsfeld sowie die Dörfer des alten „(kleinen) Stifts“ im Raum Hildesheim haben eine katholische Bevölkerungsmehrheit.

## Geschichte

### Gründung
Um 800 errichtete Karl der Große das Missionsbistum für Ostfalen in Elze, das damals Aula Caesaris, kurz Aulica  genannt wurde und etwa 19 km westlich des heutigen Hildesheim liegt. Die Diözese stand unter dem Patrozinium der Apostelfürsten Petrus und Paulus, deren Namen die (alte) Elzer Kirche bis heute trägt. Das Bistum wurde 815 von Karls Sohn Ludwig dem Frommen in Hildesheim neu gegründet und der Gottesmutter Maria geweiht (siehe auch Gründungssage; Hildesheimer Marienreliquiar). Bischof Gunthar, der angeblich aus R(h)eims kam, hat diese Verlegung umgesetzt.

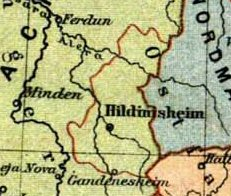
Die Diözese Hildesheim (rot umrandet) von der Zeit ihrer Gründung bis zur Neuumschreibung der katholischen Diözesen nach dem Wiener Kongress

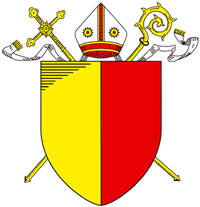
Wappen des Bistums Hildesheim

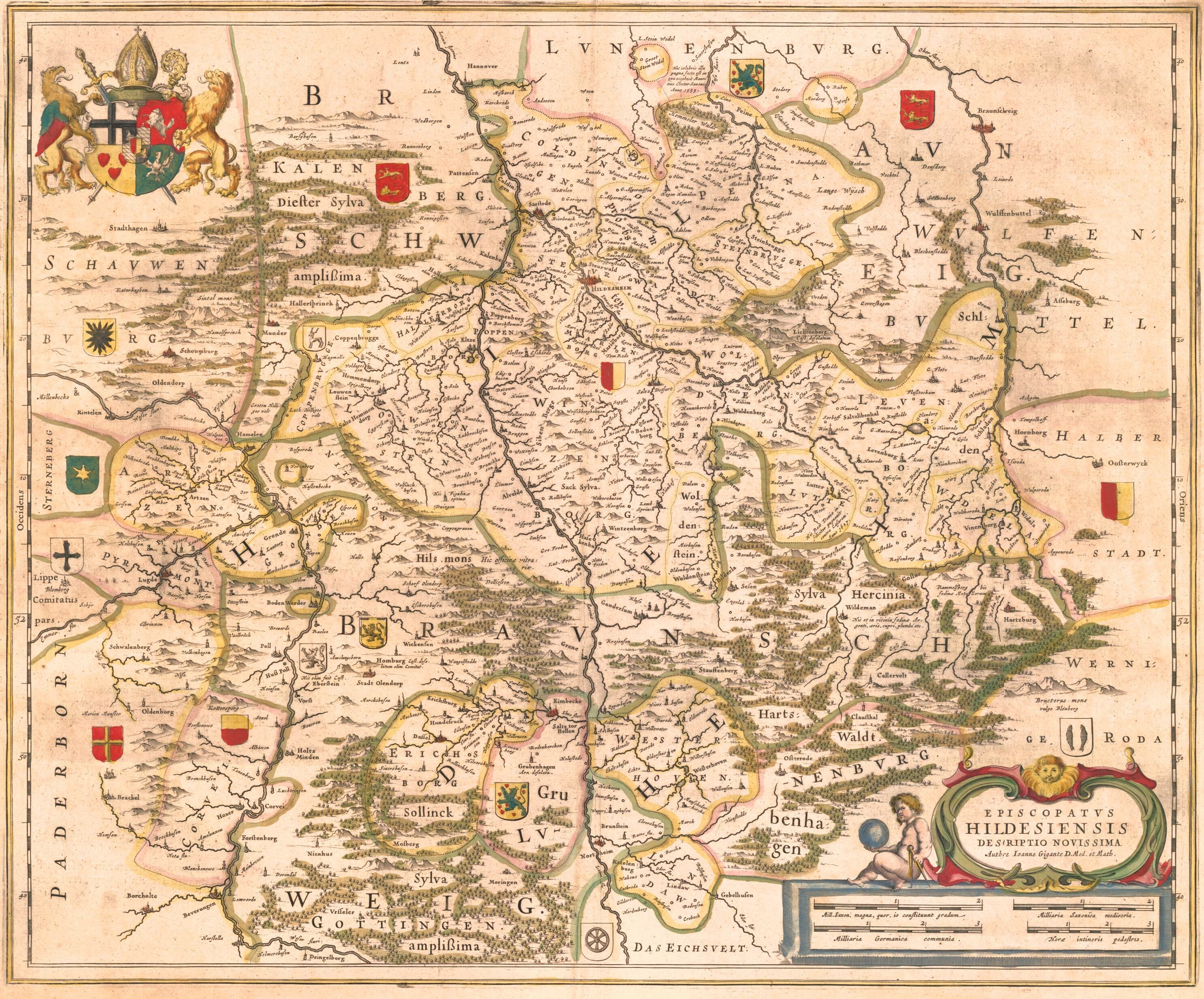
Das Hochstift Hildesheim im Jahr 1645

Das Bistum Hildesheim umfasste zur Zeit seiner Gründung die 17 sächsischen Gaue Astfala (um Hildesheim, Hannover, Peine, Braunschweig, Leine bis Oker), Flutwidde (Dreieck Meinersen, Celle, Burgdorf), Liergau (Braunschweig Wolfenbüttel süd-westwärts der Oker), Saltgau (um Salzgitter-Bad), Wenzigau (Dreieck Bilderlahe, Liebenburg, Lutter am Barenberge), Ambergau (um Bockenem bis Woldenberg und Seesen), Flenithigau (Gandersheim, Winzenburg), Aringo (Gronau bis Alfeld), Tilithigau (Viereck Lauenstein, Lauenau, Bad Münder, Hameln), Valingau (Gronau, Poppenburg, Elze), Gudingau (um Eime zwischen Saale und Leine), Scotelingau (nördlich von Steuerwald), Muldese (um Isernhagen), Marstemgau (Calenberg, Spiegelburg, Hannover, Deister), Osterwalde (Zwischen Erse und Aller), Helingau (um Gifhorn) und Muthiwide (Zusammenfluss von Aller und Oker).
Unter Bischof Altfrid entstand 852–872 der erste steinerne Dombau, dessen Grundriss bis heute unverändert blieb. Seine größte Bedeutung erlangte das Bistum Hildesheim zur Zeit der Sachsenkaiser durch die heiligen Bischöfe Bernward (993–1022) und Godehard (1022–1038). Architektur- und Kunstschätze aus dieser Zeit prägen bis heute das Bild der Stadt.

### Hochstift
Von 1235 bis 1802 war der Bischof von Hildesheim zugleich Reichsfürst. Sein Territorium, das Hochstift Hildesheim, war kleiner als die Diözese. Ab 1500 gehörte es zum Niedersächsischen Reichskreis. Als Folge der Hildesheimer Stiftsfehde (1519–1523) wurde das Gebiet um die Hälfte verkleinert.
Das traditionelle Wappen des Bistums zeigt einen in Gold und Rot gespaltenen Schild. Die Bistumsfarben wurden nach 1300 in abgewandelter Form auch von der Stadt Hildesheim übernommen.

### Reformationszeit
Rat und Bürgerschaft der Stadt Hildesheim sowie die welfischen Territorien, die den größten Teil des Hildesheimer Diözesangebiets ausmachten, gingen im 16. Jahrhundert zum lutherischen Bekenntnis über. Nur der Dom und mehrere Klosterkirchen der Stadt sowie die Dörfer des Stiftsgebiets nach 1523, die sogenannten Stiftsdörfer Algermissen, Bettmar, Borsum, Detfurth, Diekholzen, Dinklar, Förste, Giesen, Harsum, Ottbergen, Moritzberg, Himmelsthür und andere, blieben katholisch. Von den norddeutschen Bischofssitzen bestand außer Osnabrück nur Hildesheim ununterbrochen fort.
Die kirchlichen Diözesangrenzen von 815 wurden bis 1823 nicht verändert, auch als die Nachbarbistümer Minden, Verden und Halberstadt untergegangen waren und ihre Diözesangebiete zu den Nordischen Missionen, später dem Apostolischen Vikariat des Nordens gehörten.

### Nach dem Dreißigjährigen Krieg

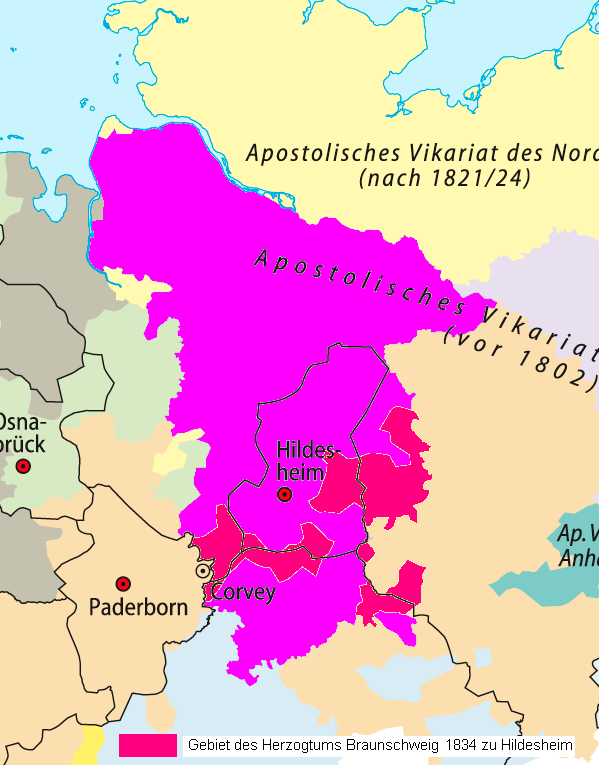
Die Diözese Hildesheim von 815 bis 1802 (schwarz umrandet) und nach 1824/1834 (violett)

Im Zuge der territorialen Neuordnung des Reichs infolge des Dreißigjährigen Kriegs wurde das Hochstift Hildesheim mit dem „Rezess von Goslar“ 1643 in den Grenzen vor 1523 wiederhergestellt. Die inzwischen lutherischen Gebiete, die nun wieder zur Herrschaft des Hildesheimer Stuhls gehörten, wurden jedoch nicht rekatholisiert. Lediglich einzelne Pfarreien (Amtspfarreien), Klöster und Gottesdienststationen entstanden neu (Bolzum, Gronau, Lamspringe, Peine, Poppenburg, Ringelheim, Ruthe, Westfeld und andere).
Im 18. Jahrhundert hielt sich das kleine Hochstift Hildesheim durch Personalunionen mit mächtigeren geistlichen Staaten Nordwestdeutschlands. Fürstbischof Clemens August aus dem Hause Wittelsbach regierte fast vier Jahrzehnte lang zugleich Köln, Münster, Paderborn, Osnabrück und Hildesheim. Das Hochstift endete mit der Säkularisierung unter Napoleon I. 1802.

### Von Hannover annektiert und im Königreich Preußen
Nach Hannovers Annexion einiger ehemaliger geistlicher Fürstentümer begann das Königreich Hannover 1816 Verhandlungen mit dem Heiligen Stuhl um ein Konkordat, die aber 1821 endgültig scheiterten. Daraufhin strebte Hannover – nach preußischem Beispiel von (De salute animarum) – nur noch eine Zirkumskriptionsbulle an. Gemäß Vertrag zwischen Hannover und Rom von 1824 erließ der Papst dann die entsprechende Bulle Impensa Romanorum Pontificum, die die Grenzen der hannoverschen Bistümer Hildesheim und Osnabrück neu zog, so dass das ganze Staatsterritorium zu einer der beiden Diözesen gehörte. Allerdings blieb der Stuhl in Osnabrück zunächst unbesetzt und wurde von Hildesheim durch einen Generalvikar und Weihbischof mitbetreut, da Rom und Hannover über die Finanzierung dieses Bistums uneins geblieben waren und die Klärung auf später verschoben hatten. Auch hat Hannover durchgesetzt, dass beide Bistümer nicht Suffragan eines ausländischen Metropoliten wurden, sondern Hildesheim exempt blieb und Osnabrück es wurde.
Hildesheims Diözesangebiet umfasst seitdem, mit wenigen Abweichungen, den östlich der Weser gelegenen Teil Hannovers beziehungsweise des Landes Niedersachsen, damit auch das ehemals kurmainzische, katholisch gebliebene Untereichsfeld mit Duderstadt und die bis dahin zur Nordischen Mission gehörenden ehemaligen Diözesangebiete Bremens ohne die nordelbischen Hamburg, Holstein und Dithmarschen, Mindens östlich der Weser und Verdens ohne die Altmark. Preußen annektierte Hannover 1866.

### Nach dem Ersten Weltkrieg
Nach dem Preußenkonkordat kam 1930 das Gebiet des Landkreises Grafschaft Schaumburg vom Bistum Fulda zum Bistum. 1965 ging das Gebiet des ehemaligen Landes Schaumburg-Lippe vom Bistum Osnabrück zu Hildesheim.
Sie bildeten zusammen das Dekanat Bückeburg, das am 1. September 2012 mit dem Dekanat Hameln-Holzminden zum neuen Dekanat Weserbergland zusammengeschlossen wurde. Ebenfalls 1965 wurde Cuxhaven, das staatlich schon 1937 durch Gebietstausch von Hamburg zur Provinz Hannover gewechselt war, vom Bistum Osnabrück ins Bistum Hildesheim umgegliedert.
Die prägende Gestalt in der Zeit des Nationalsozialismus war ab 1934 Joseph Godehard Machens, der zunächst loyal war, sich aber ab 1937 gegen den Staat wandte. Der Gauführer drohte Machens zuletzt offen auf dem Hildesheimer Marktplatz. Dennoch setzte er sich weiterhin für Juden, „Zigeuner“, Menschen mit Behinderungen und Angehörige anderer verfolgter Gruppen ein.
Die Zahl der Diözesanen ist durch den Zuzug ostdeutscher Vertriebener nach dem Zweiten Weltkrieg stark angewachsen (etwa 646.000 am 31. Dezember 2007). Diese stammten insbesondere aus Schlesien und dem ostpreußischen Ermland, aber auch aus der Tschechoslowakei. Für sie wurden in allen Teilen der Diözese neue Pfarreien und Kirchen errichtet. Diese neuen Kirchen entstanden häufig in der einfachen Bauweise der 1950er und 1960er Jahre, so dass sie gegebenenfalls schnell wieder abbrechbar waren. Denn man ging zunächst davon aus, dass die Vertriebenen eines Tages in die ehemals Deutschen Ostgebiete zurückkehren und die Gemeindemitgliederzahlen ebenso schnell wieder abfallen würden, wie sie nach dem Krieg angestiegen waren. Im Zuge der Einsparungen nach dem Rückgang der Kirchensteuereinnahmen zum Jahrtausendwechsel ist auch die Schließung vieler Kirchen vorgesehen. Bistumsweit stellen ehemalige Heimatvertriebene und deren Nachkommen, Zugezogene aus West- und Süddeutschland, Spätaussiedler aus Polen und der ehemaligen Sowjetunion sowie Zuwanderer aus Italien, Spanien, Portugal und Kroatien große und den Alltag prägende Gruppen in den Gemeinden.
Während der Existenz der DDR gehörten sechs Kirchengemeinden auf ihrem Staatsgebiet zum Bistum Hildesheim, waren jedoch apostolischen Administratoren in der DDR unterstellt: die Kirche in Neuhaus dem Administrator in Schwerin, die Kirchen in Blankenburg, Elbingerode, Hasselfelde und Hessen dem Administrator in Magdeburg und die Kirche in Niedersachswerfen dem Administrator von Erfurt und Meiningen. Die Kirche in Neuhaus gehört noch heute zum Bistum Hildesheim, die anderen Kirchen sind heute den seit dem 8. Juli 1994 bestehenden Bistümern Magdeburg und Erfurt zugeordnet.
Seit der Gründung des Erzbistums Hamburg am 7. Januar 1995 gehört das Bistum Hildesheim zur Hamburger Kirchenprovinz (vorher war es Suffragan des Erzbistums Paderborn). Die südlich der Elbe gelegenen Pfarreien Harburg und Wilhelmsburg, die seit 1937 staatlich zu Hamburg gehören, wurden an die benachbarte Erzdiözese abgetreten.

### Neuorientierung im 21. Jahrhundert

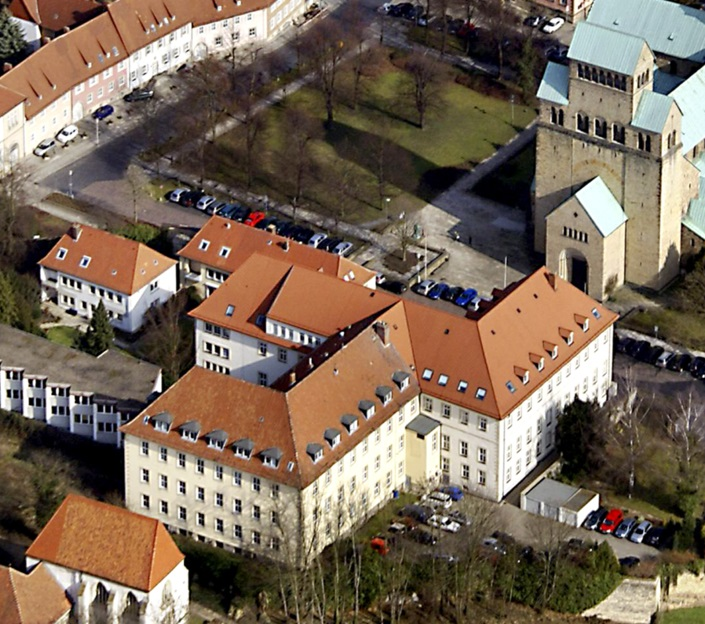
Das Generalvikariat befindet sich in der ehemaligen Fürstbischöflichen Residenz. Bereits unter Bischof Hezilo (1054–79) soll sich an dieser Stelle ein Bischofshaus befunden haben.

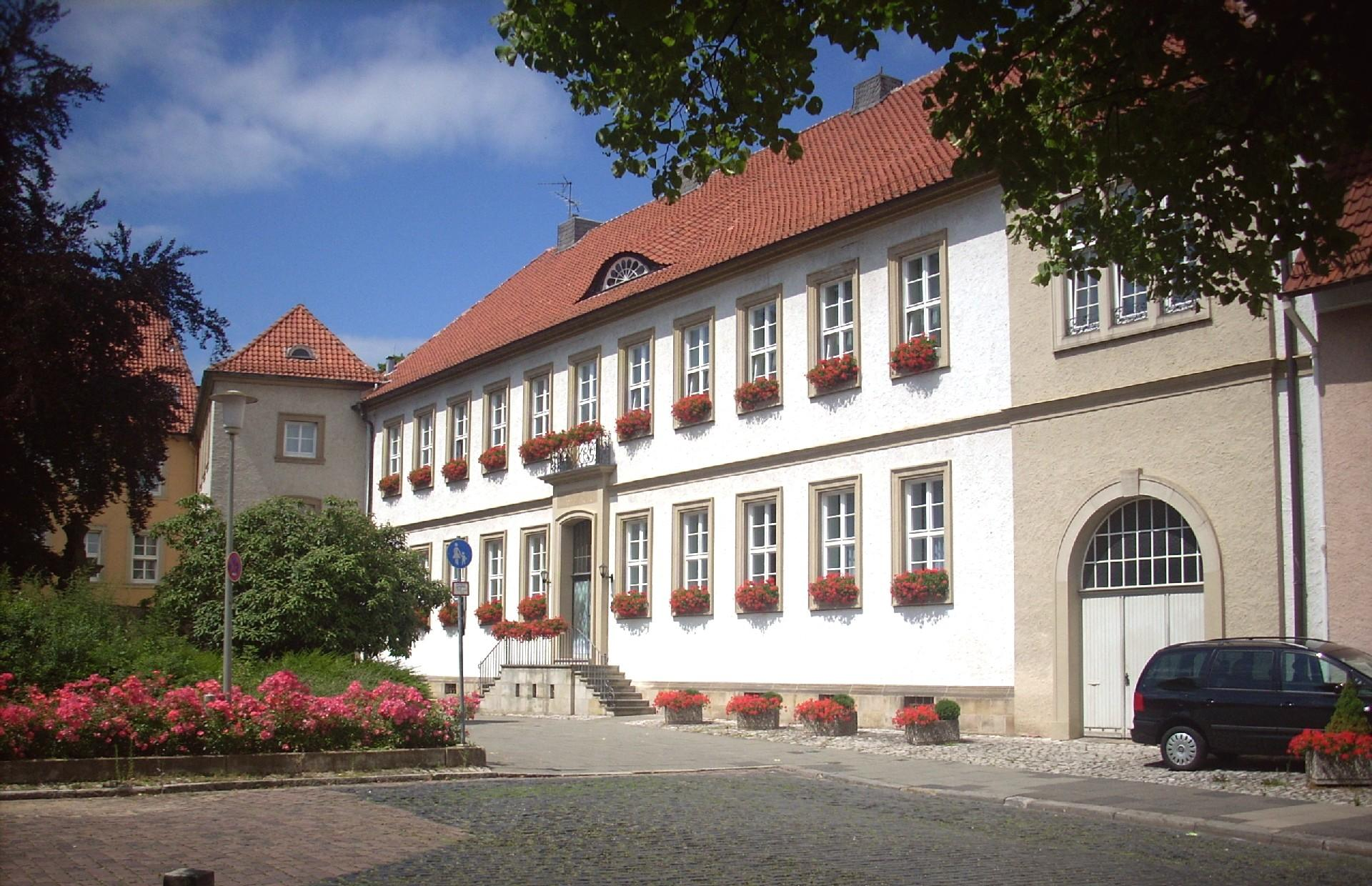
Bischofshaus Domhof 25, erbaut 1701, seit 1829 Wohnhaus des Bischofs

Seit dem 13. November 1983 war Josef Homeyer Bischof von Hildesheim. Nachdem Papst Johannes Paul II. seinem Rücktrittsgesuch zum 75. Geburtstag stattgegeben hatte, übernahm im August 2004 der dienstälteste (seit 1992) Weihbischof Hans-Georg Koitz die Leitung der Diözese und wurde vom Domkapitel zum Diözesanadministrator gewählt. Am 29. November 2005 wurde der damalige Kölner Weihbischof Norbert Trelle zum 70. Bischof von Hildesheim ernannt. Die feierliche Amtseinführung (Inbesitznahme der Cathedra) war am 11. Februar 2006 im Dom zu Hildesheim.
Weihbischof Koitz wurde nach seinem 75. Geburtstag am 1. Mai 2010 emeritiert. Zu dessen Nachfolger ernannte Papst Benedikt XVI. am 4. Dezember 2010 den damaligen Leiter der Hauptabteilung Personal/Seelsorge im Bistum Hildesheim, Heinz-Günter Bongartz. Dessen Bischofsweihe war am 26. Februar 2011 in der Hildesheimer Basilika St. Godehard. Das Amt des zweiten Weihbischofs hat seit 1995 Nikolaus Schwerdtfeger inne. Bongartz ist seit dem 1. Oktober 2016 auch Generalvikar, ernannt von Bischof Norbert Trelle und wiederernannt am 1. September 2018 von Bischof Heiner Wilmer.
Das Rücktrittsgesuch, das Bischof Norbert Trelle an seinem 75. Geburtstag, dem 5. September 2017 einreichte, nahm Papst Franziskus mit Wirkung zum 9. September 2017 an. Am 11. September wurde Weihbischof Nikolaus Schwerdtfeger zum Diözesanadministrator gewählt. Papst Franziskus ernannte am 6. April 2018 den Generaloberen der Dehonianer, Heiner Wilmer, zum 71. Bischof von Hildesheim. Er wurde am 1. September 2018 zum Bischof geweiht und hat sein Amt als Bischof von Hildesheim angetreten.
Seit 2010 befindet sich das Bistum Hildesheim in einem Neuorientierungsprozess. Das gesamtdeutsche Phänomen der „Glaubensverdunstung“ verschärft sich in der Diasporasituation. Lange Zeit wurden die Pfarreien von Vertriebenen aus katholischem Herkunftsmilieu, die meistens aus Schlesien, dem Ermland oder der Tschechoslowakei stammten, geprägt. Ihnen ist eine zweite und dritte Generation gefolgt, die das katholische Brauchtum der ehemaligen familiären Herkunftsgebiete nicht mehr kennengelernt hat. Auch im Eichsfeld und in den Stiftsdörfern lässt die dominierende Kraft des Festkalenders und der katholischen Verbände nach. In neuerer Zeit machen Spätaussiedler aus Polen und der ehemaligen Sowjetunion sowie deren Angehörige einen großen Teil der Gemeinden aus. Hinzu kommen viele aus katholischen Regionen Deutschlands sowie aus Südeuropa zugewanderte Familien.
In der Statistik der Gottesdienstbesucher bildet Hildesheim und hier wiederum mit elf Prozent das Dekanat Verden unter den deutschen Diözesen das Schlusslicht. Ein gewichtiger Grund für den Rückgang der Kirchenmitglieder sind ein Ungleichgewicht zwischen Taufen und Beerdigungen zugunsten der Beerdigungen, bei einem weiter steigenden Altersdurchschnitt.
Auf diese Entwicklung reagiert die Bistumsleitung mit Zusammenlegung von Pfarreien, Verringerung des Personals, mittelfristig auch mit Kirchenschließungen. Gleichzeitig wird durch die Förderung „kleiner geistlicher Gemeinschaften“ und der Subjektwerdung der Laien eine Erneuerung und Intensivierung des kirchlichen und spirituellen Lebens angestrebt.
Ökonomische Zwänge durch Rückgang der Kirchensteuereinnahmen sowie Priestermangel und Rückgang der Zahl praktizierender Katholiken führen dazu, dass einerseits Gemeinden zu größeren Pfarreien zusammengeführt werden, andererseits aber auch Kirchen geschlossen werden. Die Gebäude werden verkauft oder abgebrochen, oftmals als Wohnraum umgebaut, in einigen Fällen auch an andere Glaubensgemeinschaften abgetreten.
Im Januar 2008 veröffentlichte das Bistum eine vorläufige Verwaltungsvorlage mit einer Kategorisierung der Kirchen des Bistums. 216 Kirchen stehen demnach derzeit nicht zur Disposition; bei anderen 56 Kirchen soll ihr pastoraler Bedarf mittelfristig erneut überprüft werden. Die übrigen 166 Kirchen bekommen keine Gelder mehr vom Bistum. Hiervon sollen wiederum 80 Kirchen ab 2009 geschlossen werden. Für die anderen 86 Kirchen müssten die Pfarrgemeinden alleine die finanziellen Mittel zu ihrer Erhaltung aufbringen. Solange sie dies bewältigen, bleibt die Kirche erhalten.

## Gegenwart

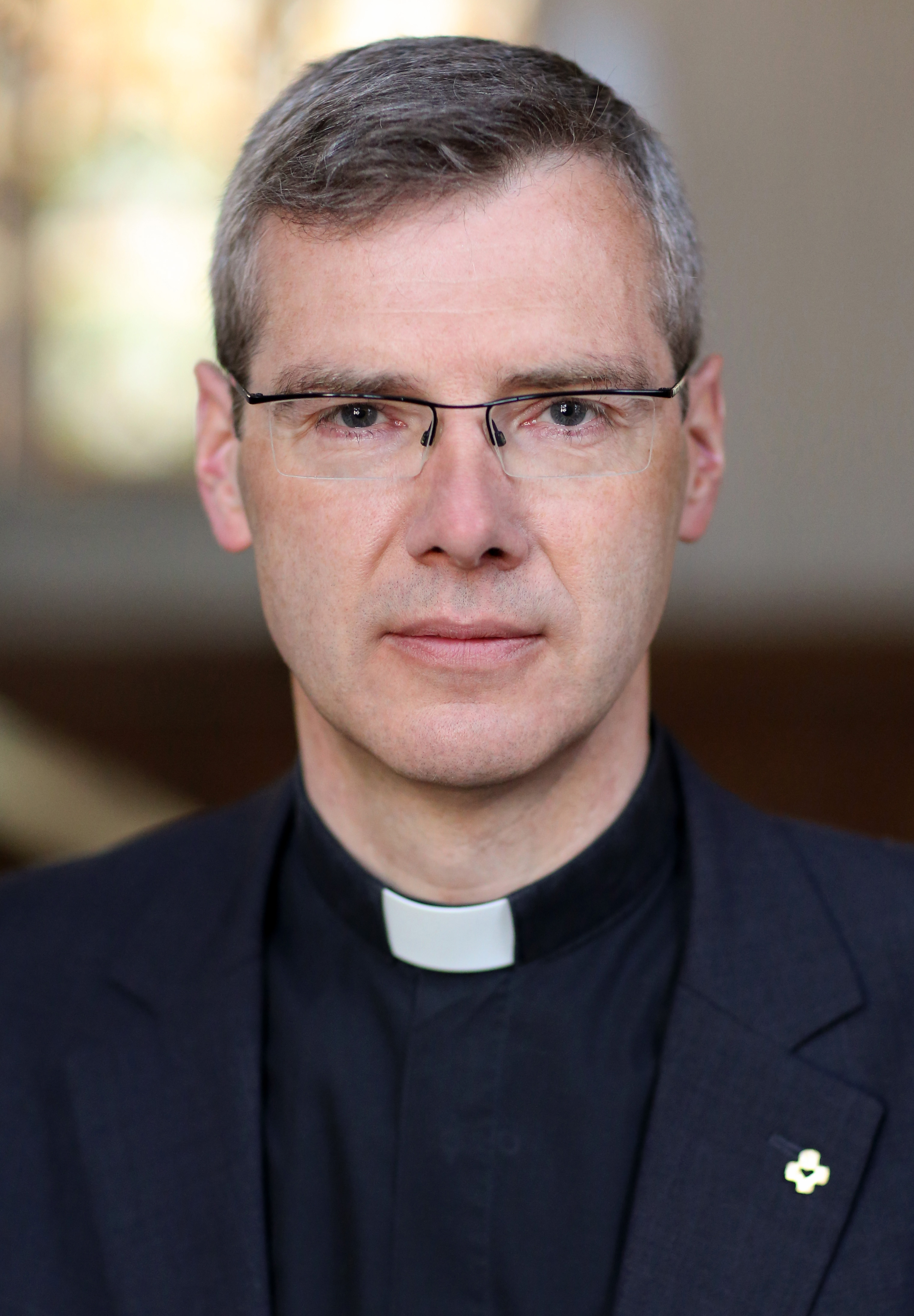
Heiner Wilmer ist seit September 2018 Bischof von Hildesheim

### Eckpunkte 2020
Wegen der Abnahme der Katholikenzahlen und des Priestermangels im Bistum Hildesheim sowie der zunehmend schlechter werdenden finanziellen Situation des Bistums wurde 2003 das Konzept „Eckpunkte 2020“ erarbeitet, das neben direkten Einsparungen (z. B. durch Schließung von Einrichtungen) auch eine durch Zusammenlegung erreichte Verringerung der Anzahl der Gemeinden von damals 350 auf 124 im Jahr 2014 vorsieht.
Mit der Umsetzung des Konzeptes wurde bereits 2004 mit der Zusammenlegung von 49 Pfarrgemeinden zu 19 größeren Gemeinden begonnen. Insgesamt sollen die Ausgaben des Bistums bis zum Jahr 2020 jährlich nur noch etwa 2/3 des Haushalts 2003 betragen.
Seit 2006 wird wie bei anderen deutschen Bistümern und evangelischen Landeskirchen das Einkommen des glaubensverschiedenen Ehepartners in die Berechnung der Kirchensteuer einbezogen (Besonderes Kirchgeld in glaubensverschiedener Ehe). Dies hatte eine erhöhte Anzahl von Kirchenaustritten zur Folge.

### Deutsche Bischofskonferenz
Vom 23. bis 26. Februar 2015 fand aus Anlass des Bistumsjubiläums erstmals die Frühjahrs-Vollversammlung der Deutschen Bischofskonferenz im Bistum Hildesheim statt. Themen waren die Bischofssynode im Oktober 2015, Migration, Kirchenasyl und Flüchtlinge sowie die Priesterausbildung, ferner der überdiözesane Gesprächsprozess und die Ökumenische Sozialinitiative. Weltkirchlich besonders bedeutend war der Austausch über die schwierige Situation in der Ukraine. Gäste waren neben dem Apostolischen Nuntius in Deutschland, Erzbischof Nikola Eterović, Erzbischof Antonio Javellana Ledesma SJ (Erzbistum Cagayan de Oro, Philippinen) und Bischof Crispin Barrete Varquez (Bistum Borongan, Philippinen).

## Verwaltung

### Historische Entwicklung
Die Diözese Hildesheim bestand im 12. Jahrhundert aus rund 41 Urarchidiakonaten. Sie war also zersplittert im Vergleich zu Mainz (22), Köln (7), Trier (5), Worms (10) oder Würzburg (12). Eine Zusammenlegung von Archidiakonaten bahnte sich an, da sie an jeweils einen Domherrn verliehen waren und ihre Zahl zeitweise größer war als die Zahl der Domherren am Kapitel des Domes. Als sich dann auch noch herausstellte, dass die Domherren der für das Amt erforderlichen Residenzpflicht nicht immer nachkamen, entschied man sich zur Zusammenlegung. Erstes belegtes Beispiel ist die Vereinigung von Hildesheim und Rheden unter Rainald von Dassel. In dem gesamten Bistum setzte sich diese Neuordnung allmählich durch. Zur Verwaltung wurden Beamte eingesetzt. Letztlich kristallisierten sich zwölf Archidiakonate heraus:
| - Alfeld - Barum - Borsum - Benstorf | - Elze - Goslar - Hildesheim - Nettlingen | - Sarstedt - Schmedenstedt - Stöckheim - Wallensen |

Die in Archidiakonaten verfasste Organisationsstruktur brach Mitte des 16. Jahrhunderts faktisch zusammen. Hauptgründe waren die Hildesheimer Stiftsfehde und die Reformation. Im Zuge der allgemeinen Säkularisation verfügte die preußische Regierung 1805 auch formal die Einziehung der Archidiakonate.

### Aktuell
Heute sind die kirchlich-seelsorgerischen Aufgaben des Bistums auf 17 regionale Dekanate aufgeteilt. Ihre Dechanten sind dem Bischof verantwortlich. Der Generalvikar leitet alle anderen Verwaltungsaufgaben.
| - Stiftsdekanat Alfeld-Detfurth - Stiftsdekanat Borsum-Sarstedt - Dekanat Braunschweig - Dekanat Bremen-Nord - Dekanat Bremerhaven - Dekanat Celle | - Dekanat Goslar-Salzgitter - Dekanat Göttingen - Regionaldekanat Hannover - Dekanat Hildesheim - Dekanat Lüneburg - Dekanat Nörten-Osterode | - Dekanat Untereichsfeld - Dekanat Unterelbe - Dekanat Verden - Dekanat Weserbergland - Dekanat Wolfsburg-Helmstedt |

## Wallfahrtsstätten

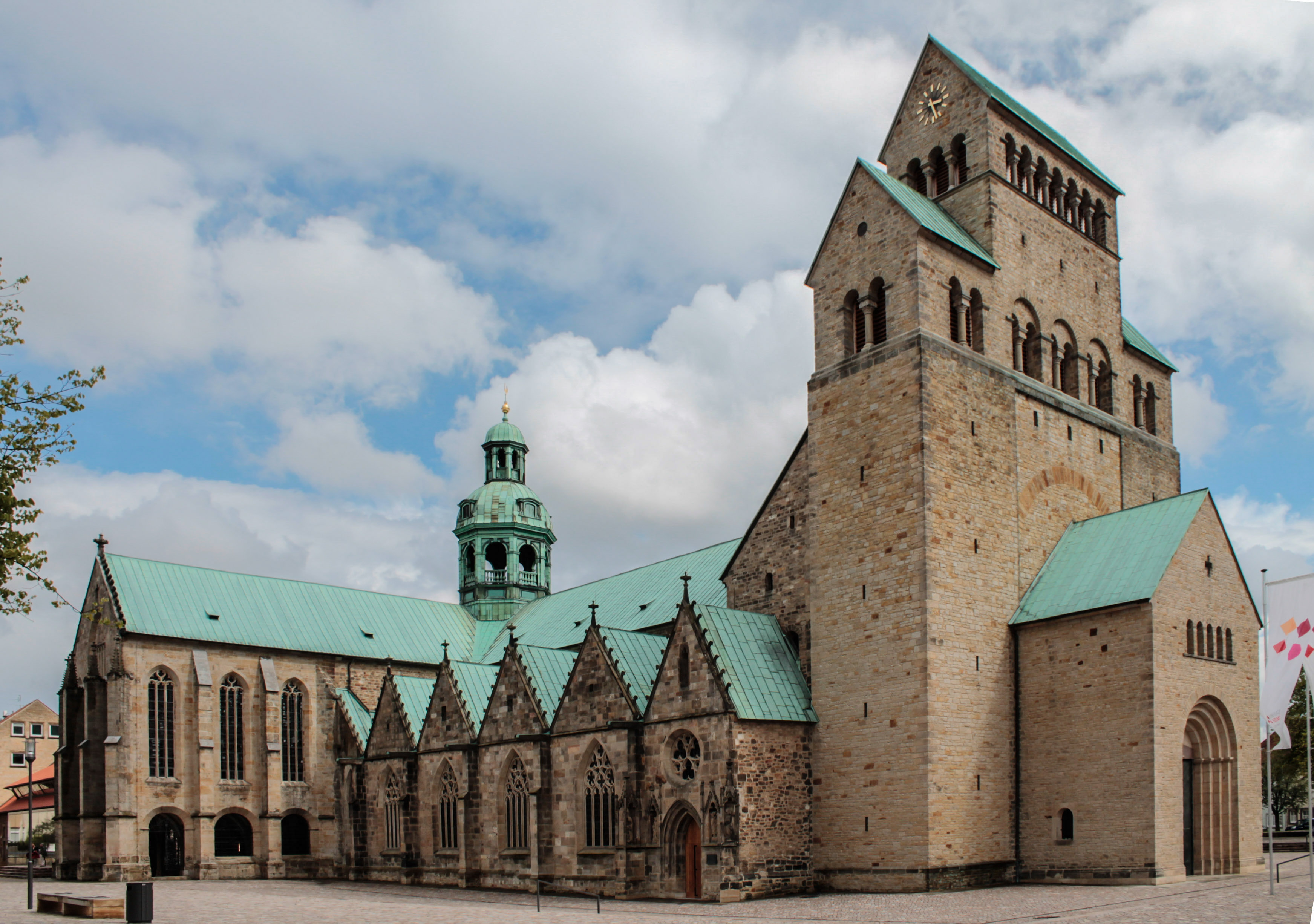
Hildesheimer Dom

Die Wallfahrtsstätten befinden sich allesamt im Süden des Bistums im Bereich der Städte Hildesheim und Göttingen.
- Bishausen (Marienwallfahrtsort seit 1949)[27]
- Germershausen (Marienwallfahrtsort)
- Höherberg (Vierzehn Nothelfer)
- Lamspringe (Hl. Oliver Plunkett)
- Ottbergen (Hl. Kreuz)
- Söder (Marienwallfahrtsort)

## Bauwerke
Siehe Liste der Kirchen im Bistum Hildesheim

## Zahlen zum Bistum Hildesheim
Stand: 31. Dezember 2023
- 523.039 Katholiken

Im Jahr 2020 hatten 70 % der Katholiken im Bistum Hildesheim allein die deutsche Staatsangehörigkeit, 30 % hatten daneben oder ausschließlich eine ausländische Staatsangehörigkeit.

### Gliederung
- 17   Dekanate
- 119   Kirchengemeinden (Pfarreien, Kuratien und Pfarrvikarien)

### Personal
- sechs   Bischöfe (ein Diözesanbischof, ein amtierender Weihbischof, zwei emeritierte Diözesanbischofe und zwei emeritierte Weihbischöfe)
- 218   Priester einschl. Ruheständler aus dem Bistum Hildesheim, davon
  - 93           im aktiven Dienst als Pfarrer oder mitwirkend in der Gemeindearbeit oder anderen Seelsorgegebiete
- 46            Priester mit anderem Heimatbistum, davon
  - 28           im aktiven Dienst als Pfarrer oder mitwirkend in der Gemeindearbeit oder anderen Seelsorgegebiete
- 43            Ordenspriester, davon
  - 40           im aktiven Dienst als Gemeindeleitung bzw. mitwirkend in der Gemeindearbeit oder anderen Seelsorgegebieten
- 98   Ständige Diakone
- 75   Gemeindereferentinnen und -referenten
- 42   Pastoralreferentinnen und -referenten

### Orden

#### Zahlen
- 10   Männerorden
- 7   Frauenorden

#### Frauenorden
(Auswahl)
- Kloster Marienrode
- Ursulinenkloster Duderstadt
- Kongregation der Barmherzigen Schwestern vom hl. Vincenz von Paul in Hildesheim

#### Männerorden
(Auswahl)
- Brüdergemeinschaft der Canisianer
- Dominikanerkloster Braunschweig
- Franziskaner-Minoriten Uelzen
- Franziskaner-Minoriten Ottbergen
- Cella St. Benedikt Hannover

### Einrichtungen

#### Zahlen
- 5   Krankenhäuser
- 165   Kindertagesstätten/Kindergärten
- 2   Berufsbildende Schulen
- 11   Allgemeinbildende Schulen
- 1   Förderschule
- 6   Bildungseinrichtungen/Institute

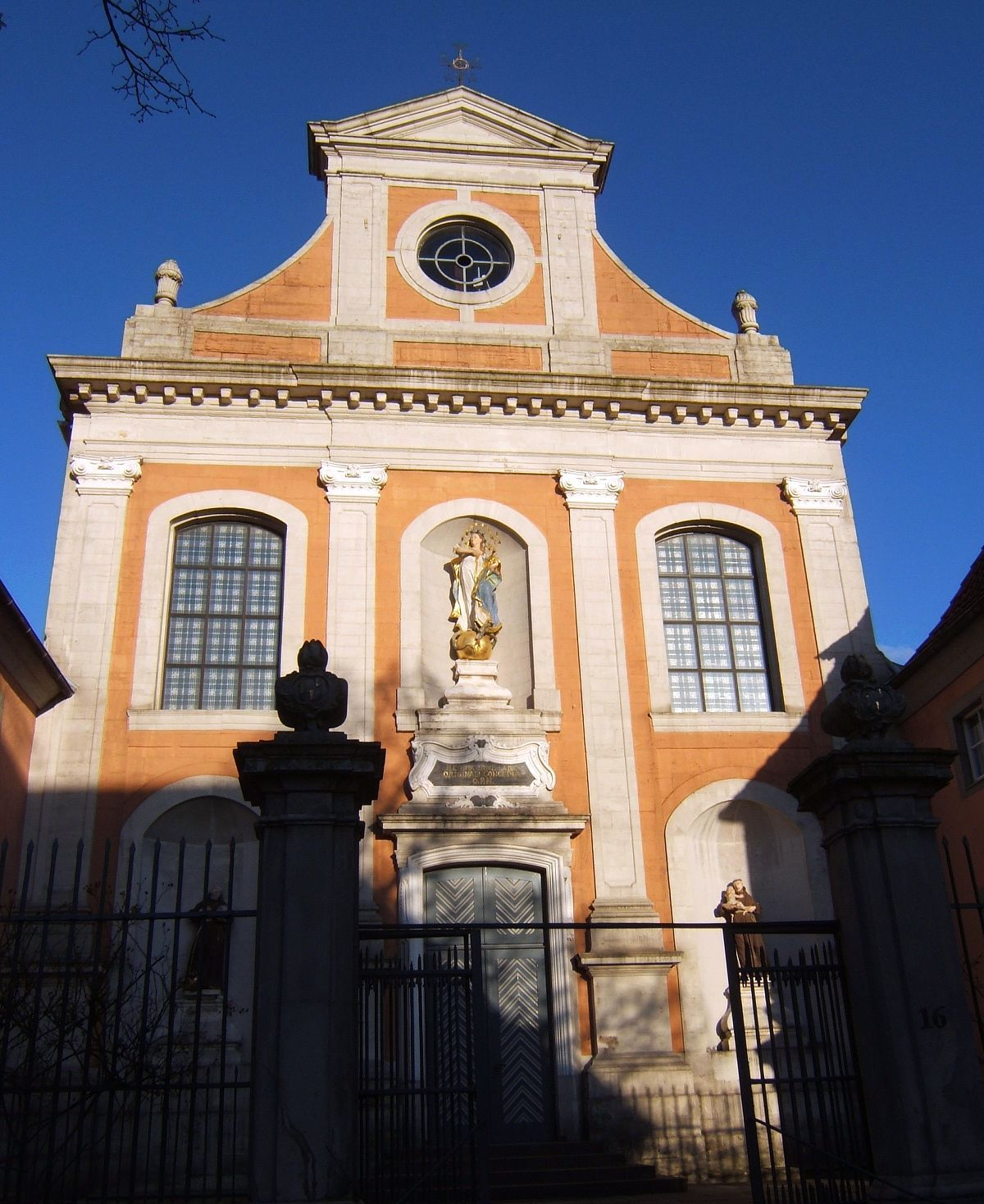
Die Seminarkirche

- 7   Heime der Behindertenhilfe
- 8   Altenpflegeheime
- 92   Beratungsdienste
- 7   Heime der Jugendhilfe
- 5   Kur- und Erholungshäuser

#### Bildungseinrichtungen
(Auswahl)
- Dombibliothek Hildesheim
- Dommuseum Hildesheim
- Priesterseminar Hildesheim
- Forschungsinstitut für Philosophie Hannover
- Katholische Akademie des Bistums Hildesheim, Hannover
- Katholische Familienbildungsstätte Hannover
- Katholische Familienbildungsstätte Salzgitter

#### Soziale Organisationen
(Auswahl)
- Hospizverein im Bistum Hildesheim
- Caritas
- Malteser Hilfsdienst
- Krankenhäuser der Hildesheimer Vinzentinerinnen

#### Schulen
Im Bistum Hildesheim befinden sich eine Reihe von allgemeinbildenden katholischen Schulen in freier Trägerschaft. Sie werden vom Bistum und von der Stiftung Katholische Schule betrieben. In Hildesheim sind dies das Gymnasium Mariano-Josephinum Hildesheim (fusioniert aus dem Bischöflichen Gymnasium Josephinum und dem Gymnasium Marienschule), die Haupt- und Realschule Albertus Magnus und die Oberschule St.-Augustinus-Schule. Dazu werden noch das Gymnasium St.-Ursula-Schule in Hannover, das Gymnasium Eichendorffschule in Wolfsburg sowie Oberschulen in Göttingen, Wolfsburg und Hannover geführt. Die Ludwig-Windthorst-Schule in Hannover wurde 2014 in eine Oberschule mit gymnasialem Zweig umgewandelt. Die Katholische Schule Bremerhaven umfasst die Abteilungen Grundschule Stella Maris sowie die Oberschule Edith-Stein-Schule.
Im Bistum gibt es außerdem 27 Grundschulen in kommunaler Trägerschaft, die für Schülerinnen und Schüler katholischen Bekenntnisses (vgl. § 129 NSchG) eingerichtet sind.
Förderschulen und Berufsbildende Schulen befinden sich in Trägerschaft des Caritasverbandes bzw. der Vinzentinerinnen.

### Bistumsmedaille
Verdiente Personen zeichnet das Bistum mit seiner Bistumsmedaille aus. Ausgezeichnet wurden unter anderen:
- Gottfried Leder (1999)
- Christa Meves (2000)
- Nikolaus Kreye (2004)
- Joachim Hellermann (2019)
- Edeltraut Windolph (2009)
- Norbert Reith (2017)

## Missbrauchsskandal
Im Zusammenhang mit dem Missbrauchsskandal am Canisius-Kolleg Berlin geriet die Bistumsverwaltung massiv in Kritik. Einer der im Zentrum der Vorwürfe stehenden Pfarrer wechselte von Berlin nach Hildesheim und blieb dort bis zu seiner Pensionierung. Nach Angaben in der Presse hat das Bistum an der Aufklärung erneuter Vorwürfe gegen den Pfarrer nicht beigetragen, sondern ihn versetzt.
Ein von Bischof Heiner Wilmer in Auftrag gegebenes Gutachten untersuchte Fälle sexuellem Missbrauchs im Bereich des Bistums Hildesheim während der Amtszeit von Bischof Heinrich Maria Janssen zwischen 1957 und 1982; es wurde am 14. September 2021 vorgestellt. Darin wurden insgesamt 71 Tatverdächtige identifiziert, darunter 45 Geistliche; in katholischen Kinderheimen habe es physische, psychische und sexualisierte Gewalt gegeben. Es gab keine weiteren belastenden Hinweise auf sexuellen Missbrauch oder sexuelle Grenzüberschreitungen gegenüber Minderjährigen, die Janssen selber von Betroffenen vorgeworfen werden, die Vorwürfe konnten aber auch nicht entkräftet werden. Die Gutachter stellten fest, dass die Täter seitens des Bistums Zuwendung und Schutz durch Vertuschung oder Versetzung erhalten hätten, während die Betroffenen keinerlei Hilfen erhielten und mit ihrem Leid alleingelassen wurden. Janssen habe vorrangig darauf geachtet, den Ruf der Kirche und die Täter zu schützen; auch staatliche Stellen hätten deutliche Nachsicht gegenüber priesterlichen Tätern gezeigt. Ein Gutachten für die Zeit unter Janssens Nachfolgern Josef Homeyer (1983–2004) und Norbert Trelle (2005–2017) steht noch aus, wurde aber von Bischof Heiner Wilmer angekündigt.

## Diözesankalender
Im Bistum Hildesheim wird der Regionalkalender für das deutsche Sprachgebiet um die folgenden Eigenfeiern ergänzt (dahinter jeweils der Rang):
Abkürzungen:
H = Hochfest, F = Fest, G = gebotener Gedenktag, g = nicht gebotener Gedenktag
- 05. Januar: Hl. Johannes Nepomuk Neumann, Bischof von Philadelphia, Glaubensbote – g
- 03. Februar: Hl. Ansgar, Erzbischof von Hamburg-Bremen, Glaubensbote in Skandinavien – g
- 26. März: Hl. Liudger, Bischof von Münster, Glaubensbote – g
- 05. Mai:  Hl. Godehard, Bischof von Hildesheim – F
- 14. Mai: Jahrestag der Weihe des Doms zu Hildesheim – H im Dom, F im restlichen Bistum
- 10. Juli:  Hl. Oliver Plunkett, Bischof und Märtyrer, Erzbischof von Armagh, Irland  – g
- 09. August: Hl. Theresia Benedicta a Cruce (Edith Stein), Märtyrerin – F
- 15. August: Mariä Aufnahme in den Himmel, Hochfest der Hauptpatronin des Bistums – H
- 16. August: Hl. Altfrid, Bischof von Hildesheim, Gründer des Stiftes Essen – g
- 03. November: Sel. Rupert Mayer, Priester – g
- 08. November: Hl. Willehad, Bischof von Bremen, Glaubensbote der Sachsen und Friesen – g
- 11. November: Hl. Martin, Bischof von Tours, Hauptpatron des Eichsfeldes  – im Eichsfeld H, im restlichen Bistum G
- 20. November: Hl. Bernward, Bischof von Hildesheim – F
- 25. November: Sel. Niels Stensen, Bischof – g
- 04. Dezember: Sel. Adolph Kolping, Priester – g

Im Direktorium des Bistums finden sich überdies folgende Hinweise zu ergänzenden Gedenktagen:
- Die Basilika St. Godehard feiert den seligen Bernhard am 20. Juli (Grabeskirche).
- Die Feier des hl. Epiphanius am 22. Januar wurde auf den Dom beschränkt, wo seine Gebeine ruhen.
- Am 20. Juni gedenkt das Bistum Hildesheim seines Gründers, des Kaisers Ludwig des Frommen, und am 5. Juli seines ersten Bischofs Gunthar.